# Mitzi Green
Mitzi Green (ur. 22 października 1920, zm. 24 maja 1969) – amerykańska aktorka filmowa.

## Filmografia
- 1929: The Marriage Playground jako Zinnie Wheater
- 1930: Tom Sawyer jako Becky Thatcher
- 1931: Skippy
- 1932: Girl Crazy jako Tessie Deegan
- 1952: Lost in Alaska jako Rosette

## Wyróżnienia
Posiada swoją gwiazdę w Hollywoodzkiej Alei Gwiazd.